# Marchand (commerce)
Pour les articles homonymes, voir Marchand.
Un marchand est un professionnel du commerce qui s'occupe de la revente de marchandises produites par d'autres.

## Histoire

### Antiquité méditerranéenne
Dans le monde hellénistique, les marchands sont désignés collectivement comme « agoraioi » (ἀγοραῖοι), ceux qui exercent leur activité sur l'agora au sens de place du marché. Le commerçant est parfois désigné par un terme générique, « metaboleús » (commerçant sans précision), « grutopôles » (brocanteur), « pantopôles » (marchand de tout, tenancier d'un bazar), mais plus souvent désigné par sa spécialité : boulanger, pâtissier, marchand de vin, parfumeur, marchand de garum (condiment) ; certains produits, comme l'encens, sont transportés sur de longues distances. Certains noms de métier sont ambigus : on ignore si un « arguroprates » (littéralement, un « vendeur d'argent ») est un artisan d'argenterie, un changeur ou un banquier. Les « kommerkiarioi » ne sont pas des commerçants mais des inspecteurs de la douane ou du commerce extérieur.
Dans l'économie de l'Empire romain, deux termes sont couramment employés : negotiator et mercator. La limite entre les deux n'est pas toujours claire et a évolué au cours des siècles. Sous la République et le Haut-Empire, le mercator est un professionnel itinérant qui achète pour vendre et navigue d'un port à l'autre. Le negotiator est un citoyen romain qui séjourne hors d'Italie pour raison professionnelle, soit comme commerçant, soit dans d'autres activités comme l'agriculture, l'élevage ou la banque. Le negotiator paraît de naissance libre dans la moitié des cas et souvent d'un statut social plus élevé que le mercator qui est plus souvent un affranchi, avec des exceptions dans les deux sens. Dans les inscriptions, le negotiator indique plus souvent que le mercator son lieu d'origine, celui dont il est citoyen et celui où il exerce son métier. Le plus souvent, le marchand exerce ailleurs que dans son lieu d'origine : il est un peregrinus negotiator ou peregrinus mercator, un négociant ou marchand voyageur.

### Moyen Âge occidental
En Europe, le déclin de l'économie de l'Empire romain pendant les Grandes Invasions se traduit par une forte contraction des échanges commerciaux : la masse de la population vit en économie de subsistance, les émissions monétaires diminuent en quantité et leur teneur en métal précieux du sou d'or tombe de 80% au milieu du VIe siècle à 10% à la fin du VIIe siècle. Pendant le Haut Moyen-Âge, des marchands continuent pourtant d'alimenter la circulation des biens de prestige à l'usage des classes dirigeantes et des monastères : on voit des comptoirs de marchands frisons sur la mer du Nord, anglo-saxons à Dorestad et Quentovic.
En Méditerranée, les marchands d'Amalfi vont jusqu'à Constantinople et Alexandrie. Cependant, vers l'an mille en Europe occidentale, le marchand est à peu près inconnu des textes. Il n'a pas de  place dans la répartition des trois ordres formulée par Adalbéron de Laon : les prêtres, les combattants et les travailleurs manuels. Dans la société féodale naissante, le seigneur peut protéger le marchand mais aussi en tirer de gros profits par le péages et le droit d'aubaine. Les marchands se groupent en caravanes et suivent souvent la route des pèlerinages où ils trouvent le gîte et une certaine protection civile et religieuse mais la technique maritime reste sommaire et le danger des tempêtes et de la piraterie est élevé. Selon Georges Duby, c'est vers 1180 que l'homme d'affaires, le marchand de haut niveau, commence à s'affirmer. Des contrats de colleganza à  Venise ou de commenda à Gênes permettent à des négociants sédentaires de s'associer pour confier une cargaison à un capitaine navigant, ce qui permet de limiter les pertes financières. Les princes, gros consommateurs de soie, épices et autres denrées de luxe, sont souvent associés à ces entreprises. Il n'est pas rare que les premiers capitaux soient fournis par un seigneur ou autre grand propriétaire foncier mais la plupart des familles marchandes sont issues de la paysannerie. Les associations de marchands, guildes en Europe du Nord, arti en Italie, se développent pour défendre leurs intérêts face aux pouvoirs et aux concurrents.
Les places commerciales telles que les foires de Champagne permettent de réguler les échanges et faire circuler, en même temps que les biens, l'information sur les ressources et productions de pays lointains. L'exemple de Marco Polo, bien que très particulier, montre le rôle que peuvent jouer les marchands dans l'élargissement de l'horizon géographique jusqu'en Extrême-Orient. Les marchands sont admis dans les discussions diplomatiques, ils pourvoient au ravitaillement des croisades et peuvent fréquenter les souverains, même s'il leur arrive de se ruiner, comme les Bardi ou les Peruzzi, pour leur avoir avancé imprudemment trop d'argent. Au XVe siècle, un marchand de Raguse peut affirmer que « la dignité et office du marchand sont grands et sublimes à bien des égards » par son utilité pour l'État, l'importance et la bonne gestion de ses richesses, le respect et la confiance qui lui sont accordés.

### Chine
En Chine impériale, le marchand est omniprésent mais habituellement méprisé par la culture savante des mandarins : son activité est souvent jugée contraire à la morale confucéenne qui privilégie l'activité du paysan ou celle du fonctionnaire d'État. Sous la dynastie Qing (1644-1912), l'activité des marchands existe sous différentes formes. Au milieu du XVIIIe siècle, il est interdit aux sujets chinois de sortir du pays. Cependant, une trentaine de navires partent chaque année du Fujian avec des cargaisons de plusieurs millions de taëls pour commercer avec les comptoirs européens et le Japon par Manille, Macao, Batavia et Nagasaki. Les marchands du Fujian disposent de nombreux alliés, dans leur province et dans le Zhejiang voisin, parmi les administrateurs, grands propriétaires et militaires ; ils entretiennent un réseau d'entrepôts et de contacts, tant en Chine que dans les pays partenaires, qui permettent de faire circuler les marchandises de contrebande. Les marchands de Huizhou dans le Guangdong, organisés en lignages solidaires, sont tout aussi prospères : leur région montagneuse n'a pas de façade maritime mais plusieurs rivières navigables et des marchands dynamiques, riches lettrés ou simples colporteurs, y valorisent des ressources exportables, bois, thé, arbres fruitiers, mûriers à soie, kaolin ; elle produit aussi un excellent papier. Leurs appuis dans l'administration leur permettent de dominer le commerce du sel. Des alliances avec les marchands du Fujian et les pirates leur ouvrent une large part au commerce extérieur. Les marchands du Shanxi, province pauvre et surpeuplée mais bien située au départ de la route de la soie, deviennent à partir de la dynastie Ming (1368-1644) les fournisseurs de l'armée impériale (en) en vivres et fourrages, importateurs de chevaux d'Asie centrale et exportateurs de soie, coton, thé et sel jusqu'en Russie.
Entre les producteurs agricoles et artisanaux et les marchés urbains, le marchand est généralement relayé par le courtier. Zhang Yingyu, auteur du Nouveau volume pour faire barrage à la fraude (en) au début du XVIIe siècle, énumère les pratiques douteuses et frauduleuses des commerçants et les moyens de reconnaître un honnête courtier. Le courtier rend toutes sortes de services au commerce, comme de fournir un gîte et un entrepôt aux marchands ambulants. Un auteur écrit que « dès que les marchands arrivent au bourg, le patron de l'officine de courtage leur offre un repas somptueux en tuant une oie, va chercher des prostituées et fait venir une troupe de théâtre. » Le courtier, en prélevant une double commission sur l'acheteur et sur le vendeur, assure la sécurité et la discrétion de leurs échanges mais fait barrage entre eux et empêche le marchand d'investir directement dans la production. Il n'est pas rare que des courtiers véreux trompent les paysans avec de la fausse monnaie, des faux poids ou en abusant de leur position de monopole : celui qui refuse leur prix est exclu du marché. Il leur arrive aussi de revendre pour leur compte la marchandise confiée par le marchand mais, dans ce cas, celui-ci a de meilleurs moyens de rétorsion. Après la guerre de l'opium, le courtier perd sa position avantageuse sur le marché intérieur et devient souvent un comprador agissant pour le compte des firmes occidentales.

### Afrique noire
Dans l'Afrique précoloniale, à partir de la conquête musulmane du Maghreb, le commerce transsaharien est dominé par les marchands caravaniers arabes venus de Tripoli, Ghadamès, Ghat, In Salah, Ghardaïa, qui viennent échanger des chevaux, des armes et autres produits manufacturés contre de l'or, des plumes d'autruche, de l'ivoire et des esclaves. Les marchands locaux comme les négociants haoussas de Kano redistribuent ces marchandises sur des itinéraires plus courts.
L'économie de l'Afrique coloniale entraîne le déclin du commerce transsaharien et la marginalisation des marchands autochtones au profit des grandes compagnies européennes. Les Dioulas et Haoussas restent pourtant actifs autour de villes-marchés dans la collecte des cultures de rente comme l'arachide et la revente des biens manufacturés importés. Les riches marchands entretiennent une relation clientéliste avec leurs dépendants, serviteurs, détaillants, petits producteurs, souvent matérialisée par leur contribution aux mariages et aux baptêmes.
La décolonisation des années 1950-1970 rend la situation des Européens précaire. Si le commerce extérieur reste largement dépendant des firmes étrangères, les rares marchands français restés sur place ne tiennent plus que quelques commerces spécialisés. Les Syro-Libanais et autres Méditerranéens, Grecs, Portugais, Nord-Africains restent bien présents dans les différentes branches du commerce et adoptent parfois un mode de vie « africain » mais leur réussite leur vaut d'être critiqués et enviés par les autochtones tandis que le contrôle des changes les empêche d'aller prendre leur retraite dans leur pays d'origine. Les commerçants traditionnels africains, Dioulas en Afrique de l'Ouest, Haoussas dans le Centre-Ouest, développent leurs affaires grâce au camion mais sont souvent entravés par les nouvelles frontières issues des indépendances, et considérés comme des étrangers dans plusieurs pays. Dans la région du golfe du Bénin, le commerce est en partie aux mains des femmes.
L'époque des indépendances voit la nationalisation de certains secteurs de l'économie mais aussi l'essor des commerçants privés qui arrivent à tourner les dispositions fiscales et douanières par leur entente avec la nouvelle classe politique, souvent sur le mode de la corruption : il n'est pas rare que l'épouse ou les parents du président soient liés à telle ou telle compagnie privée. On voit apparaître des dynasties d'hommes d'affaires comme les descendants d'Alhassan Dantata (en) au Nigeria qui diversifient leurs activités à travers un réseau de courtiers et de dépendants.